# La Cambreria
La Cambreria és una masia de l'Esquirol (Osona) inclosa a l'Inventari del Patrimoni Arquitectònic de Catalunya.

## Descripció
Antiga masia on vivia el cambrer del proper mas les Ententes. És de planta rectangular i cobert a dues vessants amb el portal d'entrada orientat a ponent. La vessant dreta de la teulada és més prolongada que l'altra i tota ella forma un ampli voladís que és sostingut per pilars de totxo i un gros cavall de fusta damunt el portal. L'antic portal de la casa era d'arc de mig punt i de gran alçada, avui està parcialment tapiat i té una biga que li fa de llinda, un xic més amunt una finestra de fusta. És construïda amb pedres sense polir i unides amb calç. L'estat de conservació és força bo, per bé que serveix de cobert.

## Història
Fins a les primeres dècades del segle xx La cambreria va romandre en actiu i era habilitada per uns cambrers que servien els amos de les Ententes, actualment serveix de cobert. El mas Ententes és de tradició mil·lenària. En aquest sentit, tenim notícies des de 976. Vers el 1600 fou reformat però no hi cap dada que ens doni notícies de la construcció de la cambreria. La construcció és senzilla, no obstant de la simplicitat estructural de la mateixa rau el seu interès.